# 후지필름 X-T1
후지필름 X-T1은 2014년 1월 28일 출시한 후지필름의 미러리스 렌즈 교환식 카메라이다. 후지필름 미러리스로는 최초로 방진 방습 구조를 채택했으며, 1,630만 화소 APS-C X-Trans CMOS II와 75포인트의 실링처리를 갖춘 마그네슘 다이캐스팅 바디가 특징이다. 다만 방진방습 기능을 적용받기 위해서는 함께 출시된 XF 18-135mm F3.5-5.6 R OIS WR와 XF 16-55mmF2.8 R OIS WR, XF 50-140mmF2.8 R OIS WR 렌즈를 사용해야 한다.
X-T1은 5개의 탑 플레이트 다이얼, 2개의 커맨드 다이얼, 6개의 프로그램 펑션 버튼을 갖추었으며, LCD를 이용한 셋팅 또한 가능하다. 또한 100%의 시야율을 지원하는 236만화소 OLED 전자식 뷰파인더는 디지털 스플릿 이미지 포커스 기능 지원, 4가지의 새로운 유저 인터페이스 디스플레이 모드를 지원한다.
2016년 7월 7일 발표된 후지필름 X-T2로 계승되었다.

## 성능
- 1,630만 화소 APS-C X-Trans CMOS II 센서
- 교환 가능한 후지필름 X마운트 렌즈 시스템
- TTL 핫슈 및 싱크 터미널 지원
- 배터리 그립 지원

## X-Trans CMOS
X-Trans CMOS 센서는 고해상도의 풀프레임센서만이 좋은 화질을 보여준다는 고정관념을 깬 첫 APS-C 센서이다. 또한 이 센서는 몇몇 풀프레임 카메라보다 더 좋은 해상력을 보여주었는데, 이는 X-Pro1이 안티 에일리어싱필터를 탑재하지 않았기 때문이다. 그럼에도 무아레현상이 발생하지 않는데, X-Trans센서는 RGB센서의 픽셀 배열을 은염필름의 입자와 같이 무작위로 배열했기 때문이다.